# Chiesa di San Sebastiano (Limburgo)
La chiesa di San Sebastiano (in tedesco: Sebastiankirche), o semplicemente Stadkirche (chiesa di città), è una chiesa parrocchiale cattolica situata nella cittadina di Limburgo sulla Lahn, in Germania.
Costruita come chiesa conventuale per l'annesso ex convento francescano, è un bell'esempio di architettura gotica in città.
Sorge in Bischofsplatz.

## Storia e descrizione

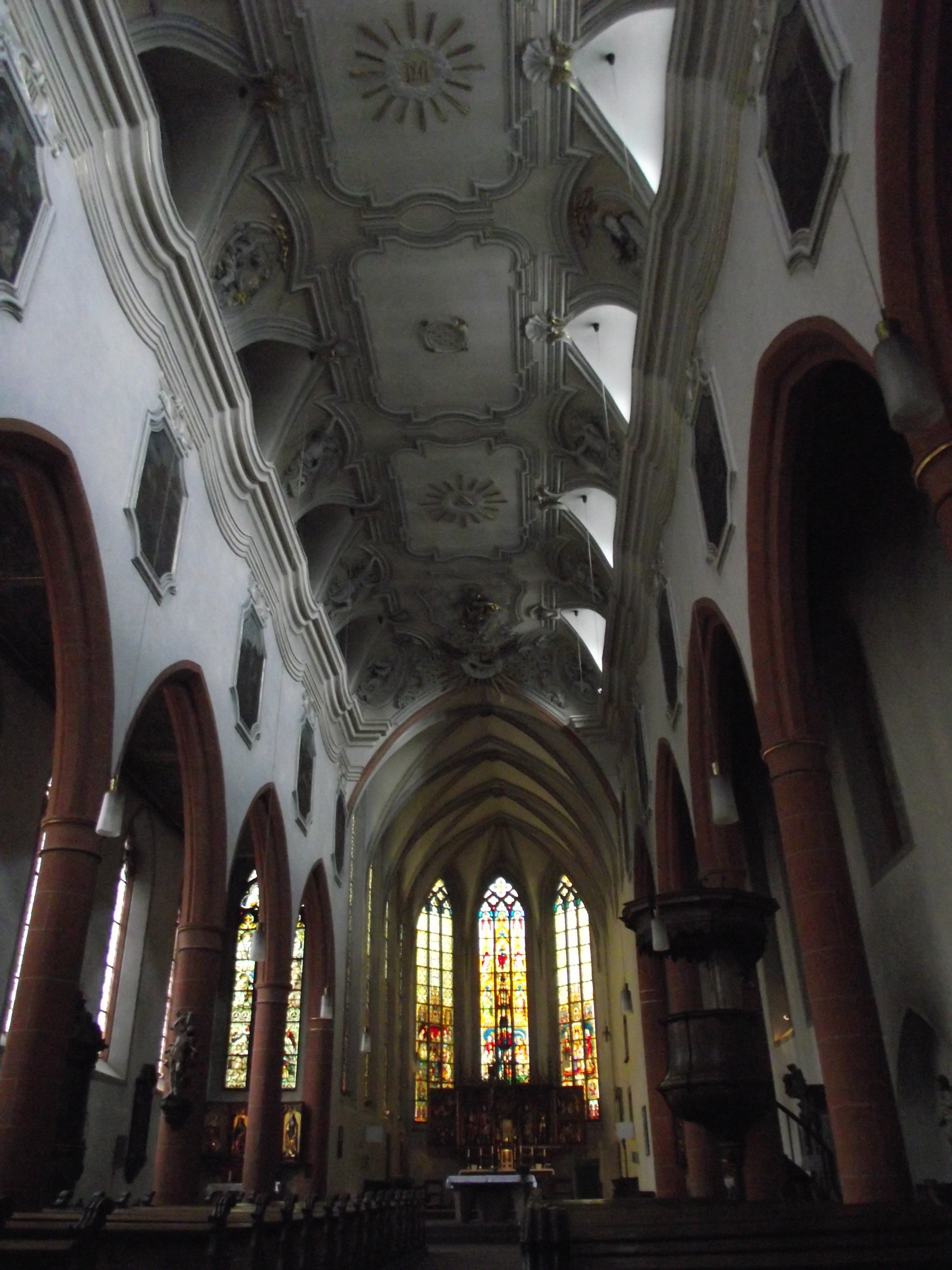
L'interno.

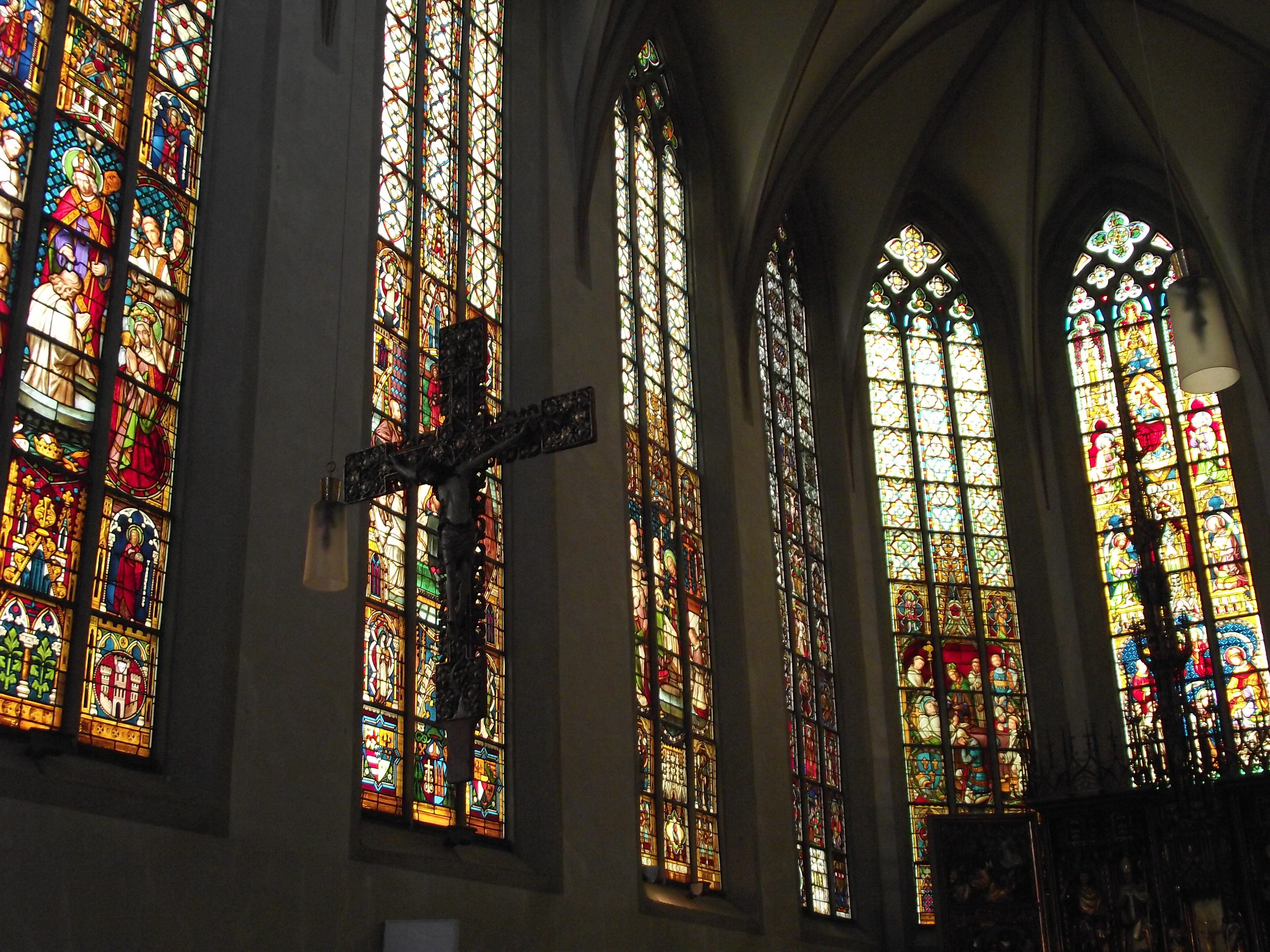
Veduta del coro.

I francescani si stabilirono a Limburgo nel 1232 e costruirono un primo edificio in legno entro il 1252. All'inizio del XIV secolo si intraprese la costruzione di un nuovo, più ampio, edificio in stile gotico, finanziato dai ricchi mercanti cittadini; l'odierno.
La chiesa presenta una lunga pianta basilicale divisa in  tre navate da pilastri cilindrici reggenti archi ogivali. Senza transetto, il profondo coro poligonale aggetta direttamente dalla navata centrale. L'architettura è assai sobria, secondo lo stile francescano, arricchita solo dai finestroni traforati del coro e della facciata. I soffitti erano a capriate lignee e le volte a crociera vennero realizzate solo nel coro. Senza campanile, presenta una guglia sulla cresta del tetto con una campana. Alla fine del XV secolo risalgono i due notevoli altari lignei e dorati posti alla fine delle navate laterali, uno raffigura la Pietà, e l'altro la Crocifissione.
Con la Riforma il monastero e la chiesa vennero chiusi dal 1577 al 1582. Nel XVII secolo ebbe una ripresa e il padre francescano Adam Oehninger realizzò l'organo barocco nel 1686. 
Nel 1742 venne ristrutturata in stile barocco dall'architetto Martin Ulrich, che, tuttavia, conservò la struttura originale.
In questo periodo venne aggiunto il soffitto della navata centrale a lacunari e profonde lunette. Gli stucchi si devono a padre Angelus Homburg. Coevo è il pulpito intarsiato.
Il convento francescano fu chiuso definitivamente nel 1813, sulla scia della secolarizzazione. La chiesa venne rilevata dallo Stato che nel 1820 la dichiarò Stadtkirche, chiesa di città. 
Dal 1827 appartiene alla neoeletta diocesi di Limburgo che la trasforma in parrocchiale affiliata al duomo di San Giorgio.
Nel 1891 venne realizzato il fastoso altare maggiore neogotico.